# 舒邵
舒 邵（じょ しょう、生没年不詳）は、中国後漢時代末期の政治家。兗州陳留郡の人。字は『三国志』呉志孫賁伝によれば仲膺、『後漢書』袁術伝によれば仲応。兄は舒伯膺（名は不明）。子は舒燮。

## 事跡
| 姓名           | 舒邵                 |
| 時代           | 後漢時代             |
| 生没年         | 〔不詳〕             |
| 字・別号       | 仲膺または仲応（字） |
| 本貫・出身地等 | 兗州陳留郡           |
| 職官           | 阜陵県長→沛国相      |
| 爵位・号等     | -                    |
| 陣営・所属等   | 袁術                 |
| 家族・一族     | 兄:舒伯膺 子:舒燮    |

袁術の配下。『三国志』呉志孫賁伝によれば、兄の舒伯膺の親友が殺された際に、舒邵がその仇を討った。その後、兄弟で罪を庇い合ったため2人とも赦された。これにより、天下にその名声が響き渡ったという。舒邵は、袁術の下で阜陵県長に任命された。
『後漢書』袁術伝では、「舒仲応」として登場する。可能性としては舒邵と別人ということもあり得るが、本記事では舒邵と同一人物として扱う。舒邵は、袁術から沛国相に任命されている。袁術は穀物10万斗を兵糧としていたが、舒邵はそれを尽く飢えた民衆に分け与えた。それを知った袁術は、舒邵を処刑しようとしたが、舒邵は「死は覚悟していました。私一人の命で、民衆の塗炭の苦しみが救われるならそれでも良い」と言い放った。それを聞いた袁術は「なぜお前一人で、天下の名声を独り占めしようとするのか」と返したという。結局この後、舒邵が赦されたか、処刑されたかは不明である。
その子である舒燮は、呉において零陵郡の重安県長となっている。潘濬に法に照らし合わせて処刑されかけた事があったが、孫鄰が舒邵・舒伯膺兄弟の事を持ち出して諭した為、処刑は取り止めとなり命を長らえている。
小説『三国志演義』には登場しない。